# Järnvägsolyckan i Malmslätt
Järnvägsolyckan i Malmslätt inträffade den 16 juni 1912 då ett internationellt snälltåg körde in i ett stillastående persontåg i Malmslätt i Östergötland.

## Olyckan
Det hade först meddelats att ett tåg nr 2 från Berlin via Trelleborg var inhiberat på grund av att en ångfärja försenats och därför skulle tåg nr 12 från Köpenhamn via Malmö gå före. Färjan kom emellertid i så god tid att tåg nr 2 kunde avgå och skulle möta tåg nr 751 i Bankeberg. 
Kontorsbiträdet Eriksson i Malmslätt överlämnade till kontorsbiträdet Kjellson och gav då denne underrättelse om ett telegram. I signaltornet där växlarna ställdes om jobbade stationskarlen Carlsson. Anledningen till att han omlagt växeln på det sätt han gjorde var en av det senare stationsbiträdet given order, att tåg nr 751 skulle fortsätta och möta tåg nr 2 i Bankeberg. 
Stationskarlen fick uppfattningen att det var tåg nr 12 som skulle möta i Bankeberg, då han trodde att tåg nr 2 blivit inställt. Det senare meddelandet att tåg nr 2 trots allt utgått från Trelleborg hade aldrig delgivits stationskarlen. 
Växlarna hade, vilket framgick av undersökningen, aldrig kontrollerats av stationsbiträdet Kjellson. Då stationskarlen gick ner från ställverket såg han tåg nr 12 på ingående 10 meter från det andra loket. Ögonblicket därefter kom kollisionen med tåg nr 751.

### Dödsoffer
22 personer omkom och 12 skadades. Bland de omkomna fanns författaren August Strindbergs dotter Greta von Philp (1881–1912), hennes man Henry von Philp överlevde.

### Bilder

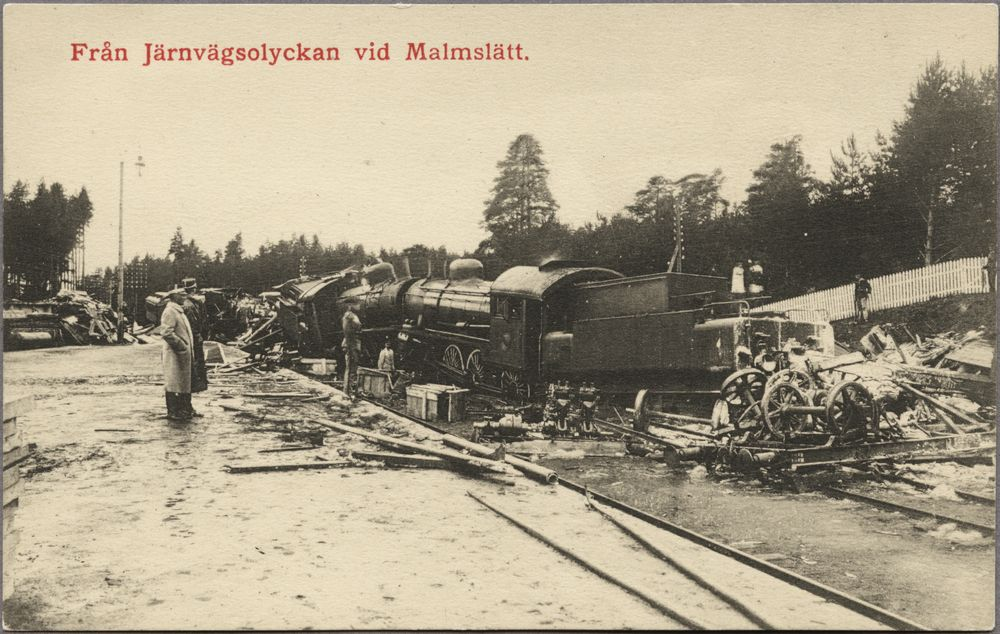
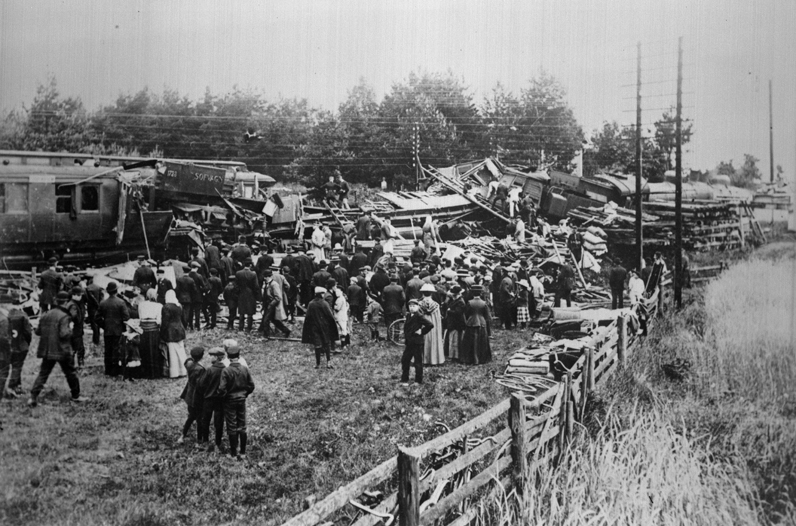